# Lestignathus
Lestignathus is een geslacht van kevers uit de familie van de loopkevers (Carabidae). De wetenschappelijke naam van het geslacht is voor het eerst geldig gepubliceerd in 1842 door Erichson.

## Soorten
Het geslacht Lestignathus omvat de volgende soorten:
- Lestignathus cursor Erichson, 1842
- Lestignathus foveatus Sloane, 1920
- Lestignathus pieperi Baehr, 2000
- Lestignathus simsoni Bates, 1878